# スターツコーポレーション
スターツコーポレーション株式会社（Starts Corporation Inc.）は、不動産の賃貸・仲介・管理などを傘下とする純粋持株会社。

## 沿革
- 1969年（昭和44年）3月　- 創業者の村石久二が千曲不動産（ちくまふどうさん）を東京都江戸川区で創業。
- 1972年（昭和47年）9月 - 千曲不動産株式会社設立。
- 1975年（昭和50年）8月 - 千曲建設株式会社設立。
- 1983年（昭和58年）3月 - 千曲出版株式会社設立。
- 1984年（昭和59年）3月 - グループ名を「スターツ」に変更。
- 1985年（昭和60年）4月 - 千曲管理サービス株式会社設立。
- 1987年（昭和62年）7月 - スターツ株式会社に社名変更。
- 1994年（平成6年）
  - 1月 - 株式会社スターツツーリスト設立。
  - 4月 - 賃住保証サービス株式会社設立。
- 1995年（平成7年）5月 - スターツ商事株式会社設立。
- 1996年（平成8年）3月 - 株式会社ウィーブ設立。
- 1999年（平成11年）11月 - スターツ証券株式会社設立。
- 2005年（平成17年）
  - 10月 - スターツ株式会社をスターツコーポレーション株式会社に商号変更し、同時に持株会社としてスターツCAM株式会社、スターツピタットハウス株式会社、スターツデベロップメント株式会社、スターツコーポレートサービス株式会社の4社を新設分割。
  - 11月 - スターツプロシード投資法人（J-REIT）がジャスダック証券取引所に上場。
- 2006年（平成18年）
  - 1月 - バンコクに現地法人を設立。
  - 2月 - 篠崎駅西口公益複合施設株式会社を設立。
  - 4月 - ニューヨークに現地法人を設立。
  - 8月 - 広州に現地法人を設立。総合ビル管理事業の株式会社ビルコム（現：スターツファシリティーサービス（株））、千代田管財株式会社、アーバンコントロールズ株式会社の事業を継承。
  - 10月 - シドニーに支店を開設。
- 2009年（平成21年）
  - 5月 - ハノイに現地法人を設立。
  - 9月 - スターツ信託株式会社設立。
- 2010年（平成22年）
  - 7月 - スターツプロシード投資法人が東京証券取引所の不動産投資証券市場へ上場。
  - 12月 - パリに現地法人を設立。
- 2011年（平成23年）
  - 1月 - シンガポールに現地法人を設立。
  - 4月 - 武漢に現地法人を設立。ジャカルタに現地法人を設立。
  - 8月 - 北京に支店を開設。
  - 9月 - ニューデリーに現地法人を設立。

## 国内グループ会社一覧

### 建設
- スターツCAM株式会社
- スターツホーム株式会社

### 不動産
- スターツピタットハウス株式会社
- スターツデベロップメント株式会社
- スターツコーポレートサービス株式会社
- ピタットハウスネットワーク株式会社

### 管理・セキュリティ
- スターツアメニティー株式会社
- スターツファシリティーサービス株式会社
- エスティーメンテナンス株式会社
- 千代田管財株式会社
- 賃住保証サービス株式会社
- シャーロック株式会社

### 地域子会社
- 札幌スターツ株式会社
- 仙台スターツ株式会社
- 中部スターツ株式会社
- 関西スターツ株式会社
- 九州スターツ株式会社

### 金融・コンサルティング
- スターツ証券株式会社
- スターツ信託株式会社
- スターツアセットマネジメント株式会社
- 株式会社スターツ総合研究所
- 住まいぷらす少額短期保険株式会社
- スターツ福祉貢献インフラファンド投資事業有限責任組合

### 出版・情報
- スターツ出版株式会社
- 株式会社ウィーブ

### ホテル・物販・レジャー等
- スターツホテル開発株式会社
  - ホテルエミオン札幌
  - ホテルエミオン東京ベイ
  - ホテルルミエール葛西
  - ホテルルミエール西葛西
  - ホテルルミエールグランデ流山おおたかの森
  - ホテルエミオン京都
  - ホテルケヤキゲート東京府中[1]
- スターツ・ナハ・オペレーションズ株式会社
  - 沖縄ナハナホテル&スパ（旧 ホテルグランドオーシャン）[2][3]
- スターツ笠間ゴルフ倶楽部株式会社
- スターツリゾート株式会社
  - 信州・戸倉上山田温泉 ホテル清風園
  - 日光温泉郷 川治温泉 湯けむりの里 柏屋
- スターツ商事株式会社
- 株式会社スターツツーリスト
- スターツグアムゴルフリゾートInc.
- スターツホテル(カンボジア)コーポレーション
  - ホテル エミオン プノンペン

### 高齢者支援・保育
- スターツケアサービス株式会社

### 海外ネットワーク20ヶ国33拠点
- ハワイ
- ロサンゼルス
- サンノゼ
- ニューヨーク
- グアム
- サンパウロ
- メキシコシティ
- ゴールドコースト
- シドニー
- 上海
- 北京
- 広州
- 武漢
- 大連
- 台北
- 香港
- ソウル
- マニラ
- ハノイ
- ホーチミン
- バンコク
- ヤンゴン
- プノンペン
- ビエンチャン
- クアラルンプール
- シンガポール
- ジャカルタ
- ニューデリー
- デュッセルドルフ
- フランクフルト
- パリ
- ドバイ

## 不祥事・事件・事故

### 新卒社員の建設現場での死亡事故
2025年(令和7年)6月3日、東京都台東区の建設現場で、配属された新卒入社の現場監督(22)が、工事の片付け作業中に地上3メートルの高さから落下。長さ60センチの鉄筋が顔から肺にかけて刺さり、出血性ショックにより死亡する事故が発生した。

## 提供番組

### 現在
※太文字は現在提供しているスポンサー
- 世界ふしぎ発見!（TBS）[5]
- ワールドビジネスサテライト（テレビ東京）[6]
- ニノさん（日本テレビ）
- 人生の楽園（テレビ朝日）
- サンデーモーニング（TBSテレビ）
- 日曜ビッグバラエティ（テレビ東京）
- めざましテレビ（フジテレビ）

## スポーツ活動
- スポーツ活動にも力を入れており[7]、女子陸上競技部を所有している。また、伊藤美誠（卓球）、高山忠洋・松森彩夏・西村優菜（プロゴルフ）と所属選手契約を締結している。

### 陸上競技
- スターツ陸上競技部 - 2000年11月創設。
- Category:スターツ陸上競技部の人物 参照。

## その他
- 千葉商科大学サービス創造学部の公式サポーター企業。